# Ewiger Springer
Unter einem Ewigen Springer versteht man im Schach einen Springer, der sich auf einem sogenannten schwachen Feld des Gegners eingenistet hat und nicht mehr befragt werden kann. Es handelt sich um den Spezialfall eines Vorpostens. Eine Definition von Kurt Richter lautet, dass der gut aufgestellte und gedeckte Springer „von keinem feindlichen Bauern angegriffen und von keinem gleichwertigen feindlichen Stein zum Abtausch gezwungen werden kann“. Ein Ewiger Springer sichert seiner Seite oft einen partieentscheidenden Vorteil.

## Beispiel
|   | a | b | c | d | e | f | g | h |   |
| 8 |   |   |   |   |   |   |   |   | 8 |
| 7 |   |   |   |   |   |   |   |   | 7 |
| 6 |   |   |   |   |   |   |   |   | 6 |
| 5 |   |   |   |   |   |   |   |   | 5 |
| 4 |   |   |   |   |   |   |   |   | 4 |
| 3 |   |   |   |   |   |   |   |   | 3 |
| 2 |   |   |   |   |   |   |   |   | 2 |
| 1 |   |   |   |   |   |   |   |   | 1 |
|   | a | b | c | d | e | f | g | h |   |

In dieser Stellung steht Weiß auf verlorenem Posten, denn sein Läufer ist viel schwächer als der schwarze Ewige Springer. Da der Bauer auf a6 verloren ist, der Bauer auf b4 bald einen Marsch zur Umwandlung antreten kann und Weiß keine Gegenchancen hat, entschloss er sich nach dem nächsten Zug bereits zur Aufgabe.